# Pohotovostní pluk Veřejné bezpečnosti
Pohotovostní pluk Veřejné bezpečnosti (PP VB) byl útvarem Veřejné bezpečnosti v tehdejší Československé socialistické republice. Činnost zahájil k 1. září 1970. Přípravy na zahájení činnosti začaly po protirežimních demonstracích v roce 1969.
Jeho úkolem byla příprava příslušníků SNB k výkonu služby zakončena praporčickou zkouškou. U maturantů byla doba přípravy jeden a půl roku. U nematurantů byla výuka prodloužena o půl roku a zakončena byla maturitní zkouškou. Útvar zajišťoval při přípravě také tři hlavní úkoly: 1. SPOLANA – uzavření prostoru v případě havárie a úniku chloru, 2. UZÁVĚR – uzavření hl. m. Prahy v případech pátrání po nebezpečných pachatelích a hledaných osobách. 3. ALEX – uzavření prostoru letiště Ruzyně. Dále zde byl prováděn výcvik pořádkových jednotek podpůrně zajišťujících obnovení veřejného pořádku (tedy včetně potlačování demonstrací).[zdroj?]
V roce 1989 čítal pluk asi 1200 příslušníků. Zrušen byl usnesením vlády ze dne 10. ledna 1990. V tehdejším sídle pluku v pražských Hrdlořezích byla po roce 1989 zřízena Vyšší policejní škola Ministerstva vnitra České republiky.
Před sametovou revolucí se objektu, kde útvar sídlil, přezdívalo Údolí dutých hlav a příslušníkům pluku „mlátičky“.

## Seznam velitelů
- 1969–1977: pplk. Jaroslav Veishaipl
- 1977: plk. Jan Kovařík
- 1977–1981: plk. Miroslav Tůma
- 1981–1983: plk. Jan Kovařík
- 1984–1990: mjr. Břetislav Zdráhala